# Misery (песня Maroon 5)
«Misery» — первый сингл американской группы Maroon 5 с их третьего студийного альбома Hands All Over 2010 года. Сингл был издан 22 июня 2010 года перед началом концертного турне группы.
Авторами песни являются Адам Левин, Джесси Кармайкл и Сэм Фаррар.

## Отзывы критиков
MTV Buzzworthy отмечает, что песня — «классический образец творчества Maroon 5», где за жизнерадостной поп-обработкой есть и своя тёмная сторона. New York Post опубликовала схожее мнение о типичном звучании данной песни, которое «ожидается» от группы. В отзыве AOL Radio говорится, что припев «Misery» похож на другую песню Maroon 5 «This Love». Журнал Rolling Stone охарактеризовал стилистику «Misery» как «фанк-рок».

## Видеоклип
Видеоклип был снят в мае 2010 года. Режиссёром клипа стал Джозеф Кан. По сюжету Адам Левин спасается от девушки, которая пытается его убить. В главной роли снялась русская модель и девушка Левина Анна Вьялицына. Премьера клипа состоялась 1 июля 2010 на MTV и VH1.

## Список композиций
| №  | Название | Длительность |
| -- | -------- | ------------ |
| 1. | «Misery» | 3:36         |

| №  | Название                                                                  | Длительность |
| -- | ------------------------------------------------------------------------- | ------------ |
| 1. | «Misery»                                                                  | 3:27         |
| 2. | «Through With Love (Live)» (Recorded & Mixed by Jim Ebdon, November 2009) | 3:20         |

| №  | Название                                     | Длительность |
| -- | -------------------------------------------- | ------------ |
| 1. | «Misery» (Bimbo Jones Club Mix)              | 6:48         |
| 2. | «Misery» (Bimbo Jones Radio Edit)            | 2:58         |
| 3. | «Misery» (Bimbo Jones Dub Mix)               | 7:24         |
| 4. | «Misery» (Cutmore Got Da Funk Mix)           | 5:42         |
| 5. | «Misery» (Cutmore Radio Edit)                | 3:38         |
| 6. | «Misery» (Cutmore Dub Mix)                   | 6:27         |
| 7. | «Misery» (Diplo Put Me Out Of My Misery Mix) | 4:27         |
| 8. | «Misery» (The Elements Remix)                | 3:33         |

## Позиции в чартах
| Чарт (2010)                         | Лучший результат |
| ----------------------------------- | ---------------- |
| Австралия (ARIA)                    | 39               |
| Канада (Billboard Canadian Hot 100) | 13               |
| Франция (SNEP Téléchargements)      | 14               |
| Германия (GfK)                      | 30               |
| Венгрия (Rádiós Top 40)             | 4                |
| Ирландия (IRMA)                     | 10               |
| Италия (FIMI)                       | 19               |
| Япония (Billboard Japan Hot 100)    | 4                |
| (GAON)                              | 4                |
| Нидерланды (Dutch Top 40)           | 10               |
| Новая Зеландия (Recorded Music NZ)  | 38               |
| Великобритания (OCC UK Singles)     | 30               |
| Venezuela Record Report             | 1                |
| США (Billboard Hot 100)             | 14               |
| США (Billboard Adult Pop Airplay)   | 1                |
| США (Billboard Pop Airplay)         | 8                |
| США (Billboard Dance Club Songs)    | 5                |

| Чарт (2010)       | Позиция |
| ----------------- | ------- |
| Japanese Top 100  | 19      |
| Billboard Hot 100 | 62      |
| Canadian Hot 100  | 70      |

| Регион | Сертификация  | Продажи   |
| --- | ------------- | --------- |
| Австралия (ARIA) | Золотой       | 35 000^   |
| Канада (Music Canada) | Платиновый    | 80 000*   |
| Япония (RIAJ) | Золотой       | 100 000*  |
| Мексика (AMPROFON) | Золотой       | 30 000*   |
| США (RIAA) | 2× Платиновый | 1,991,000 |
| * Данные о продажах приведены только на основе сертификации. ^ Данные о тиражах приведены только на основе сертификации. |               |           |

| Страна    | Дата          | Формат               |
| --------- | ------------- | -------------------- |
| США       | 22 июня, 2010 | цифровая дистрибуция |
| США       | 29 июня, 2010 | радио                |
| Австралия | 22 июня, 2010 | цифровая дистрибуция |
| Франция   | 23 июня, 2010 | цифровая дистрибуция |